# 仮足
仮足（かそく、pseudopodまたはpseudopodium）は真核細胞にみられる細胞質の一時的な突出である。これを備えた細胞は一般に「アメーバ様」「アメーバ状」と形容される。偽足、擬足（ぎそく）、虚足（きょそく）ともいう。

## 機能
仮足は、鞭毛や繊毛と並ぶ、原生生物の3つの移動様式の1つを担う。このような仮足による運動をアメーバ運動と呼ぶ。このとき細胞の運動方向を決定するものを主仮足、それ以外のものを副仮足（亜仮足）と呼び、副仮足はさらに長さに制限がない非限定仮足（indeterminate pseudopod）と長さが決まっている限定仮足（determinate pseudopod）とに区別される。
多細胞動物においても、マクロファージやニューロンを始めとする遊走性細胞の多くは仮足によって運動する。創傷治癒の過程では成長因子の刺激を受けた繊維芽細胞が糸状仮足（フィロポディア、filopodium）を出して活性化し、損傷部位に移動して増殖することで傷を埋める。神経軸索や樹状突起の先端にある成長円錐からも、膜状仮足（または葉状仮足、ラメリポディア、lamellipodium）や糸状仮足が出て軸索伸長に関わっていると考えられている。ガン細胞の浸潤も膜状仮足の働きによることが知られている。
また仮足によって固形物を包みこんで細胞内に取り入れる現象を食作用といい、様々な原生生物で見られるほか、多細胞生物でもマクロファージのような細胞が食作用を行う。

## 機構
仮足の形成や運動の機構については脊椎動物の細胞においてよく研究されている。細胞膜付近でアクチンの重合が起きて繊維になり、それが束になったり互いに交じってネットワークを形成したりすることで仮足の構造が形成される。この際にRhoファミリーのGTPaseがアクチン繊維の構築制御に関わっていることが知られている。こうした仮足におけるアクチンの重合が細胞の推進力の源であり、盛んに移動している細胞の膜状仮足は細胞本体から切り離してもしばらく運動を続けることができる。

## 形態
原生生物の仮足はその外見からいくつかに分類できる。かつては肉質虫を分類するための極めて重要な形質だと考えられていた。実際には系統を直接反映するものではないが、依然としてそれぞれの生物群をおおよそ特徴づける程度には有用である。
葉状仮足（lobopodium）
短くて指のように先端が丸まっており、通常は顆粒を含む内質の周りを透明な外質が取り囲むという二部構造をしている。種によって形は若干異なり、平らなもの、厚みのある指状のもの、糸状仮足に近い形のものもある。アメーボゾアでよくみられるものだが、それ以外にヘテロロボサと呼ばれる群でもみられる。細胞体が前方の仮足に向かって流動するようにして這うものだが、場合によっては基質面から持ち上げて運動することもある。
粘液状仮足（または菌状仮足）
葉状仮足に似るが、より液体っぽい。細胞質の流動は一方向的だが非常に速く、ときどき方向が反転し、全体として脈打つような動きを示す。途中は管状になった硬い外質の内部を流れ、先端近くではそこから粘液があふれるように広がる。粘菌の変形体で見られる。基質表面を這うものである。
糸状仮足（filopodium）
基部は幅広くとも先に向かって細い糸状となり、先端が尖る。主に外質のみから成り、顆粒が見られることは少ない。リザリアのうち特にケルコゾアでよくみられる。基質表面に広がる。
網状仮足（reticulopodium、または根状仮足 rhizopodium）
糸状仮足と同様だが大きな顆粒を含み、個々の仮足が分岐・吻合して不規則で複雑な網を作っている。主に有孔虫でみられる。これも基質表面を這うもの。
軸足（axopod、または有軸仮足 axopodium）
細い針状で複雑な微小管の束をもち、細胞質におおわれている。偏光顕微鏡下で強い複屈折を示す軸があることから名付けられた。放散虫と太陽虫を特徴づけるものだが、実際には極めて多様な系統で何度も獲得された形質である。運動への寄与は、液体中に突き出て漂いながら向きを変える程度のもので、這うのには用いられない。その一方、物理的接触に反応して急速に収縮するなど、捕食に役立っている。
|      | 葉状仮足           | 粘液状仮足         | 糸状仮足           | 網状仮足           | 有軸仮足       |
| ---- | ------------------ | ------------------ | ------------------ | ------------------ | -------------- |
| 系統 | アメーボゾアに多い | アメーボゾアに多い | リザリアに多い     | リザリアに多い     | リザリアに多い |
| 分岐 | ○                  | ○                  | ○                  | ○                  | ×              |
| 吻合 | ×                  | ○                  | 時々               | ○                  | 時々           |
| 網状 | ×                  | ○                  | まれ               | ○                  | ×              |
| 軸糸 | ×                  | ×                  | ミクロフィラメント | ミクロフィラメント | 微小管         |
| 流動 | 一方向             | 逆転               | 対向               | 対向               | 対向           |
| 顆粒 | ○                  | ○                  | かすか             | ○                  | ○              |

## 訳語について
1980年頃までの文献では偽足が一般的に見られるが、それ以降の生物学・生命科学分野の成果報告などでは仮足が優勢である。学術用語集では動物学編・植物学編が仮足（偽足）、医学編が偽足と記しており、生物教育用語集は仮足としている。